# Luzizila Kiala
Luzizila Kiala (Damba, 19 novembre 1963) è un arcivescovo cattolico angolano, dal 29 settembre 2021 arcivescovo metropolita di Malanje.

## Biografia

### Formazione e ministero sacerdotale
Dopo essere entrato nel seminario di Uíge, è stato ordinato sacerdote il 23 agosto 1992.
Ha poi proseguito gli studi di teologia presso la Pontificia Università Gregoriana, dove ha conseguito il dottorato. Successivamente è stato direttore spirituale del seminario di Uíge e vicario generale della diocesi di Uije.

### Ministero episcopale
Il 21 maggio 2013 papa Francesco lo ha nominato vescovo di Sumbe.
Ha ricevuto l'ordinazione episcopale il 25 agosto 2013 dal vescovo Emílio Sumbelelo, co-consacranti il vescovo di Ndalatando Almeida Kanda e il vescovo di Mbanza Congo Vicente Carlos Kiaziku. Ha preso possesso della diocesi l'8 settembre successivo.
Il 29 settembre 2021 papa Francesco lo ha nominato arcivescovo metropolita di Malanje. Ha preso possesso dell'arcidiocesi il 14 novembre successivo.

## Genealogia episcopale
La genealogia episcopale è:
- Cardinale Scipione Rebiba
- Cardinale Giulio Antonio Santori
- Cardinale Girolamo Bernerio, O.P.
- Arcivescovo Galeazzo Sanvitale
- Cardinale Ludovico Ludovisi
- Cardinale Luigi Caetani
- Cardinale Ulderico Carpegna
- Cardinale Paluzzo Paluzzi Altieri degli Albertoni
- Papa Benedetto XIII
- Papa Benedetto XIV
- Papa Clemente XIII
- Cardinale Bernardino Giraud
- Cardinale Alessandro Mattei
- Cardinale Pietro Francesco Galleffi
- Cardinale Filippo de Angelis
- Cardinale Amilcare Malagola
- Cardinale Giovanni Tacci Porcelli
- Cardinale Fernando Cento
- Arcivescovo Manuel Nunes Gabriel
- Vescovo Oscar Lino Lopes Fernandes Braga
- Vescovo Emílio Sumbelelo
- Arcivescovo Luzizila Kiala